# Sheila Bair

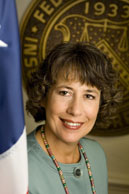
Sheila Bair

Sheila C. Bair (* 3. April 1954) ist eine US-amerikanische Ökonomin. Sie war von 2006 bis 2011 die 19. Vorsitzende des Federal Deposit Insurance Corporation (FDIC), dem Einlagensicherungsfonds der Vereinigten Staaten.
Sie machte ihren Bachelor an der University of Kansas (1975) und einen Doktor an der University of Kansas School of Law (1978). Zwischen 2001 und 2002 fungierte sie im US-Finanzministerium als Assistan Secretary mit Zuständigkeit für die Finanzmärkte. Von 2002 bis 2006 dozierte sie an der University of Massachusetts Amherst Finanzpolitik. Nebenher ist sie als Kinderbuchautorin tätig. Nach Ablauf ihrer fünfjährigen Amtszeit verließ sie die FDIC im Sommer 2011; ihr Nachfolger wurde Martin J. Gruenberg.
Das Forbes Magazine hat sie 2008 und 2009 zur zweitmächtigsten Frau der Welt gekürt.